# Tamarix chinensis
Tamarix chinensis (sin. Tamarix pentandra), el tamarisco rosa o taray catina, es un arbusto o arbolillo caducifolio. Está incluido en la lista100 de las especies exóticas invasoras más dañinas del mundo de la Unión Internacional para la Conservación de la Naturaleza.

## Apariencia
Este arbusto alcanza una altura entre 3 y 5 m de altura; ramas largas y flexibles, difíciles de romper, de corteza pardo-rojizo oscuro, las más jóvenes algo lustrosas y lampiñas.  Ramas delgadas de tonalidad purpúrea. Hojas de 1,5 a 4 mm, parecidas a las del ciprés; lanceoladas a ovadas, agudas, verde glaucas o pálidas. Flores  rosadas pálidas o asalmonadas, en racimos densos y delgados de 4-8 cm de longitud,   en verano después de las hojas;  al final de las ramillas. Pétalos de 1 mm de longitud, persisten después de la maduración. Cápsulas aovadas, pequeñas, con numerosas semillas pilosas (penacho de pelos). Brácteas florales triangulares.

### Florece
En primavera,  y en verano.

## Hábitat
Es endémica del sur de Rusia y de Asia Menor y sudoeste y centro de Asia,  China.
Es poco exigente en suelo,  prefiere terrenos estructurados, y soporta climas muy variados. No se prohíbe la poda. Es una especie  para zonas litoraleñas (próximas al mar*, por tolerar muy bien esos ambientes salinos: en las arenas y lagunas costeras, a lo largo de los ríos y corrientes de agua, sobre todo en las que atraviesan margas y otros depósitos subsalinos; se asocia con la adelfa, sauces y sauzgatillo. Prefiere los climas secos y calurosos.

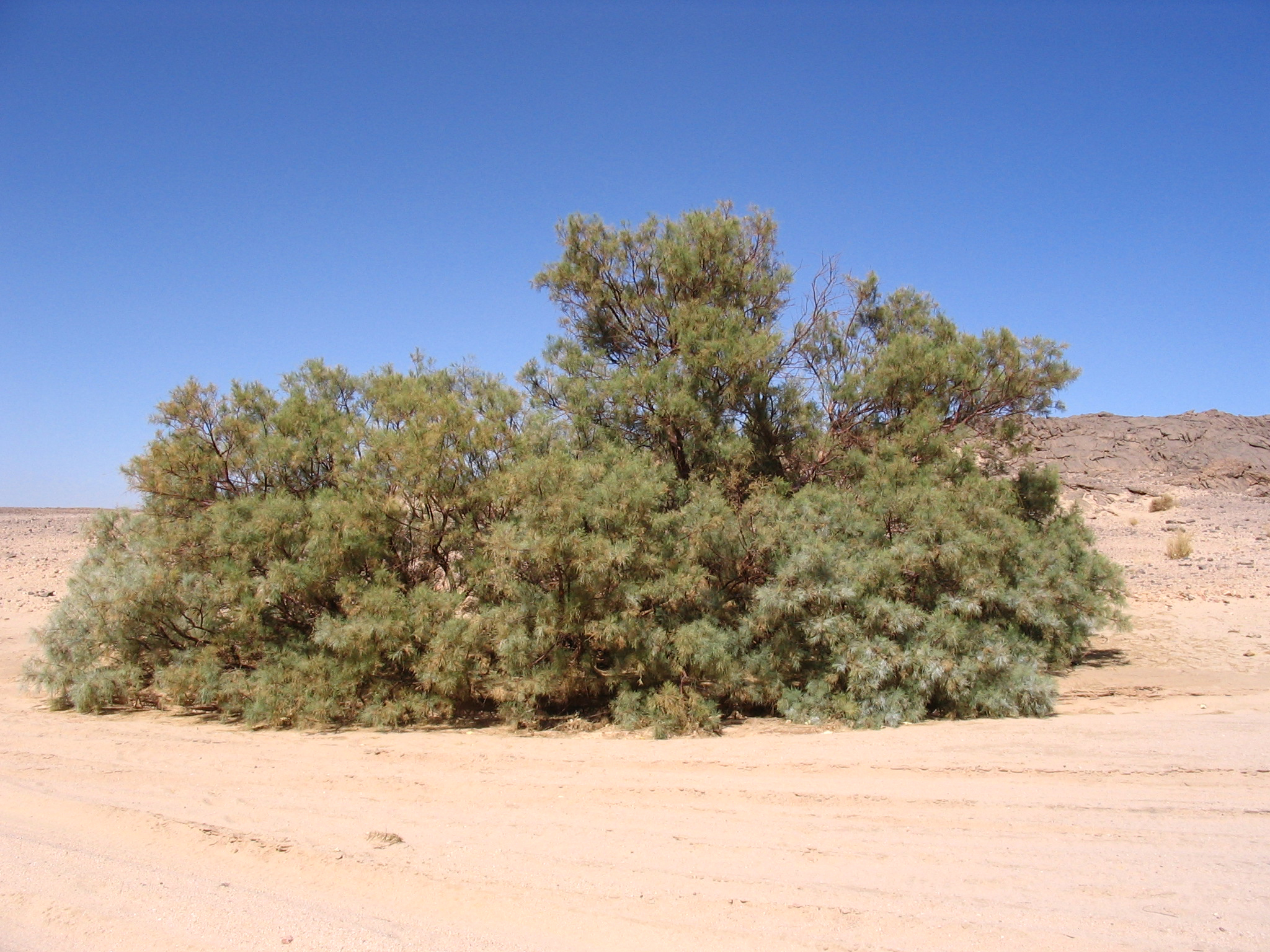
Un T. pentandra en Argelia.

## Multiplicación
Se multiplica tanto por semilla,  retoños y  por esquejes de madera del año.  Se propaga muy fácilmente por estacas de madera dura de  3 dm, bien plantadas a profundidad.  Y enraiza muy bien bajo vidrio, a través de estacas de madera suave, cogidas a principios del verano. Son muy indicados para fijar dunas y  márgenes de ríos.

## Madera
Es apreciada como combustible y sus ramas sirvieron, por lo flexibles, para hacer maromas para las norias y como ataderos.

## Taxonomía
Tamarix chinensis fue descrita por João de Loureiro y publicado en Flora Cochinchinensis 1: 182–183. 1790.
Etimología
El nombre de este género conserva el que le daban los romanos y se cree derivado del río Tamaris de la Tarraconense —al parecer el actual río Tambre— en cuyas orillas crecían con profusión estos arbustos.
chinensis, epíteto que alude a su distribución geográfica en China.
Sinonimia
- Tamarix gallica var. chinensis (Lour.) Ehrenb.
- Tamarix juniperina Bunge
- Tamarix pentandra Pall.[3]